# Karl Ernst Rahtgens
Karl Ernst Rahtgens (Lübeck, 27 de agosto de 1908-Prisión de Plötzensee, 30 de agosto de 1944). Fue un oficial Alemán y miembro del Widerstand (resistencia alemana) durante la Segunda Guerra Mundial. Participó en el conplot del 20 de julio para asesinar a Adolf Hitler y derrocar al régimen Nazi.
Es recordado como un héroe de la resistencia alemana que se opuso al régimen nazi y luchó por la libertad y la justicia. Su sacrificio y el de otros miembros por la resistencia alemana son un ejemplo de la importancia de la resistencia y la lucha contra la opresión.
Su esposa escribió un libro sobre los acontecimientos.

## Biografía
Karl Ernst Rahtgens fue un oficial alemán y miembro de la resistencia alemana durante la Segunda Guerra Mundial. Nació el 27 de agosto de 1908 en Alemania y creció en una familia con valores patrióticos y militares. 
Se unió al ejército alemán en 1927 y comenzó su carrera militar, recibiendo entrenamiento y desempeñándose en varias unidades. Durante la Segunda Guerra Mundial, Rahtgens sirvió en diferentes frentes, pero se opuso a las políticas nazis y se unió a la resistencia alemana.
Participó en el complot del 20 de julio para asesinar a Adolf Hitler y derrocar al régimen nazi. Después del fracaso del complot, fue arrestado por la Gestapo y ejecutado el 30 de agosto de 1944.